# Colegio de la Santa Cruz de Tlatelolco

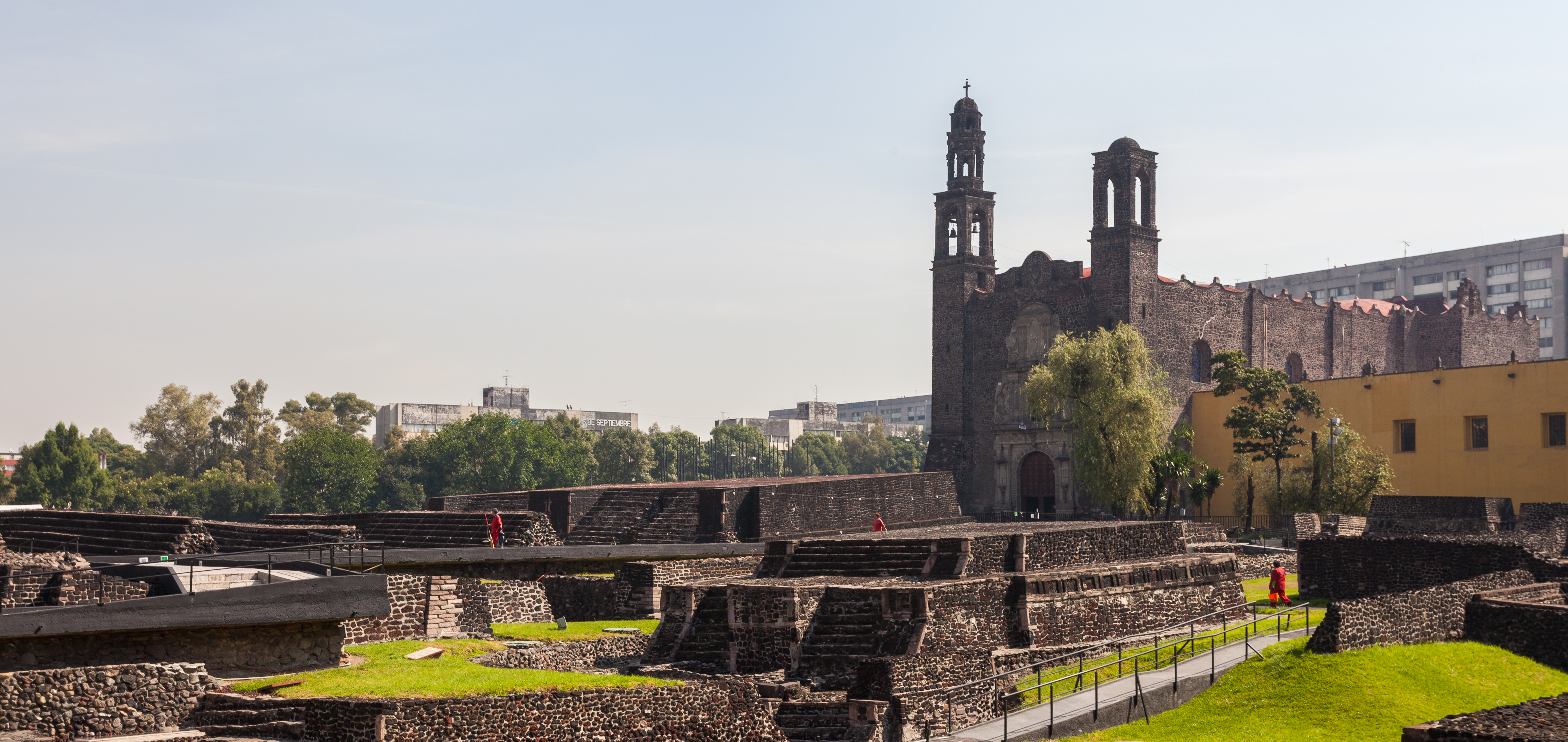
Zona arqueológica con la iglesia al fondo.

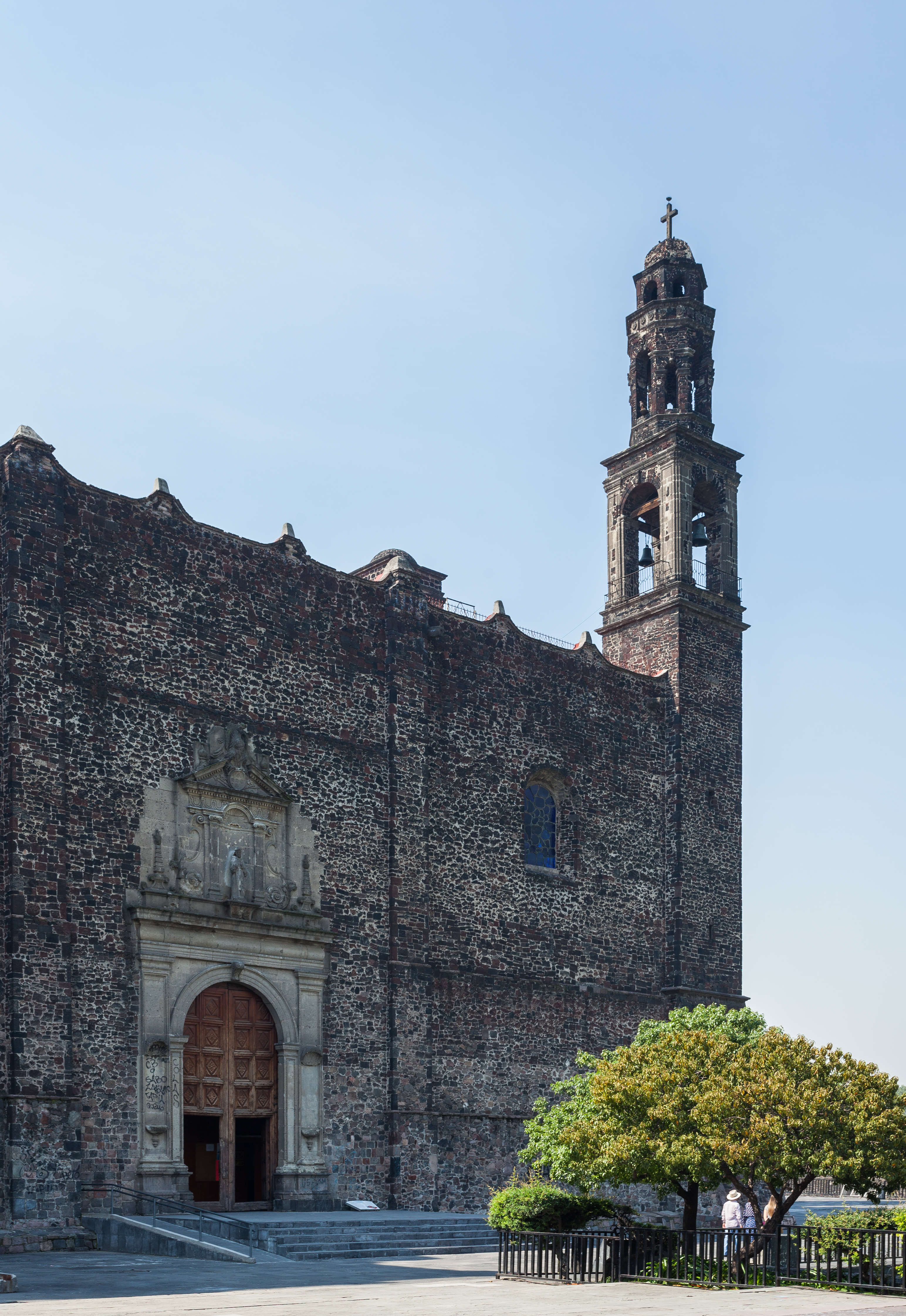
Entrada lateral.

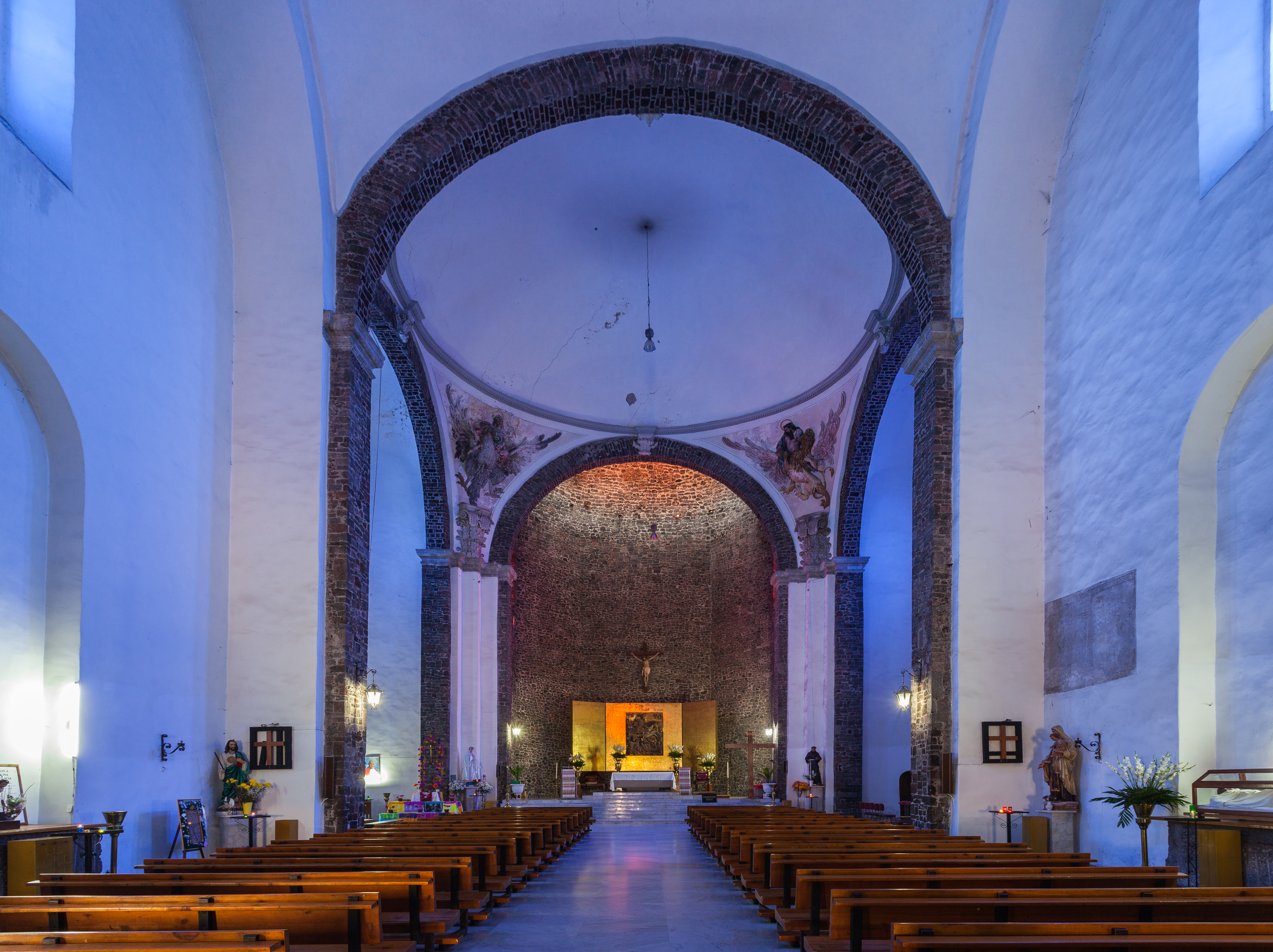
Vista del interior.

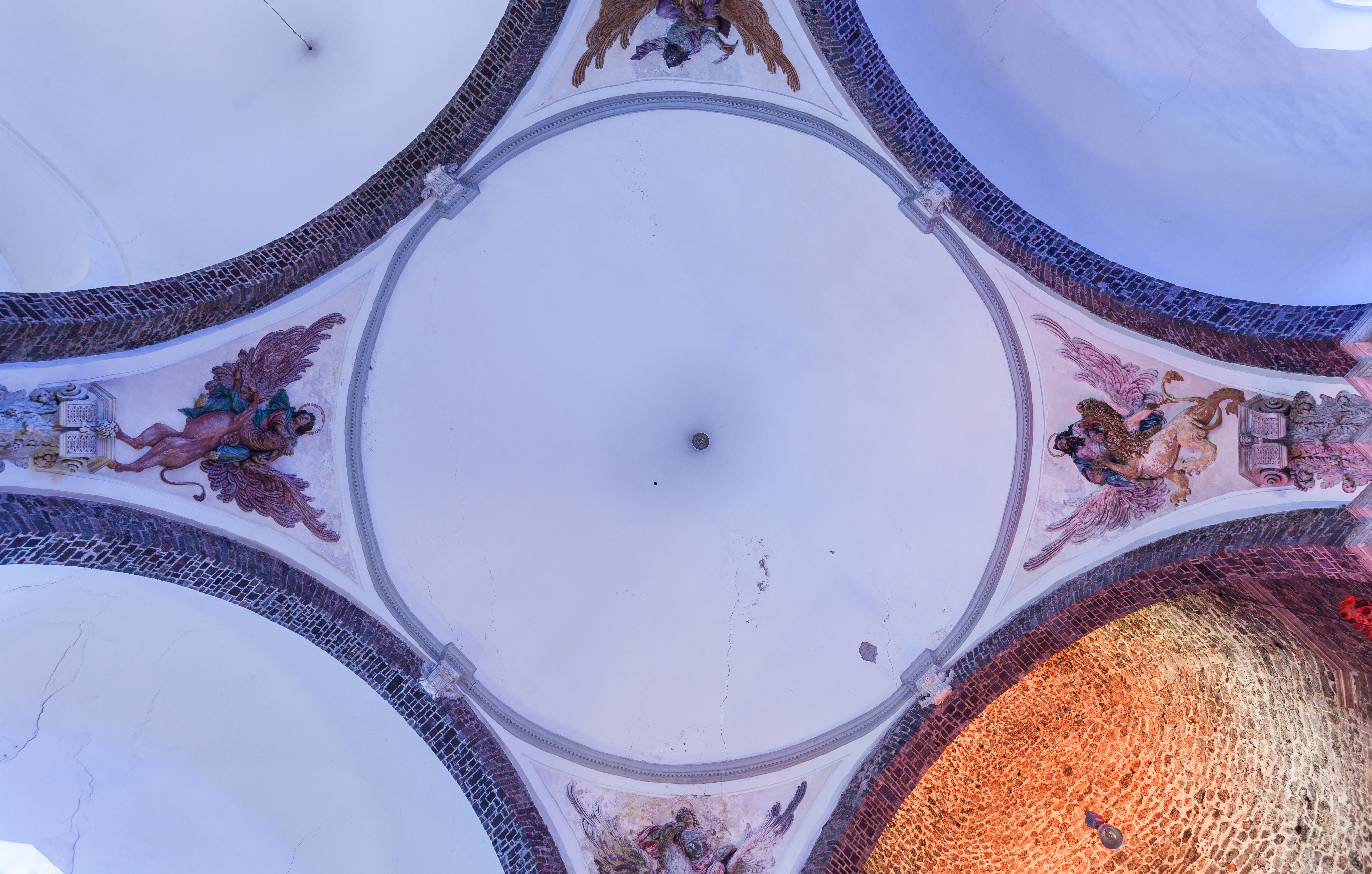
Cúpula del templo.

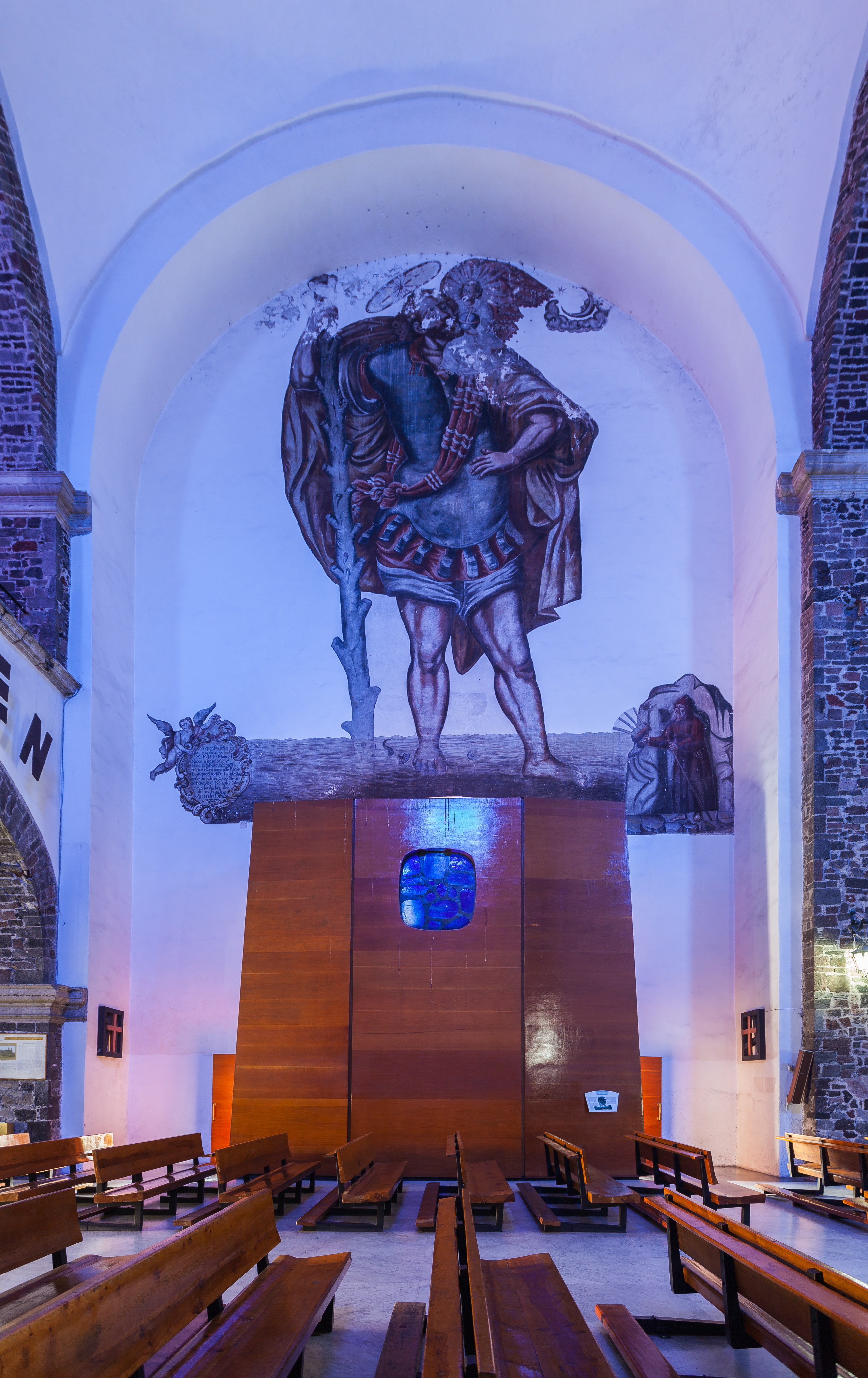
Mural en una pared lateral

El Colegio de la Santa Cruz de Santiago Tlatelolco fue la primera institución de educación superior de América, preparatoria para la universidad, destinada a los indígenas. Fue el centro más importante de las ciencias y las artes durante la primera mitad del siglo XVI en la Nueva España. «Durante los 50 años de su funcionamiento, el Colegio de Tlatelolco constituyó un establecimiento científico en el cual se cultivó preferentemente la medicina nahua y, al mismo tiempo, fue la escuela de ciencias políticas en que se preparaba a los hijos de los caciques para el gobierno de los pueblos de indios».
Respecto a una visión histórica de conjunto sobre el Colegio de Santa Cruz, son muy interesantes las conclusiones del historiador de la ciencia Elí de Gortari: 

Las actividades del Colegio de Tlatelolco, sobre todo por la animación que tuvieron durante [casi] 50 años con la labor de Bernardino de Sahagún, lograron impulsar una corriente vigorosa en favor de la enseñanza superior y de la investigación científica, con base en la integración cultural de los conocimientos indígenas y españoles. Entre los frutos más importantes que produjo tenemos la incorporación de los remedios y la terapéutica indígena a la medicina novohispana y, luego, a la práctica médica europea [a través de la obra del doctor Nicolás Monardes, impresa en Sevilla por Hernando Díaz y publicada en 1545: Dos libros el uno que trata de todas las Cosas que traen de Nuestras Indias Occidentales, que sirven al uso de la Medicina, y el otro que trata de la Piedra Bezaar, y de la Yerba Escuerconcera]; la preparación de los caciques en el arte de gobernar, de acuerdo con los designios de los conquistadores; y la poderosa influencia y el estímulo directo que ejerció para el establecimiento de otros centros de enseñanza superior, como fueron el Colegio de San Nicolás, la universidad de México y los Colegios Mayores de diversas advocaciones. Sin embargo, con excepción del Colegio de San Nicolás, en esas otras instituciones se abandonó el propósito de la integración cultural entre indígenas y españoles, ya que se dedicaron fundamentalmente a la enseñanza religiosa y la educación de los españoles y criollos. Todavía en 1575, Alonso de la Veracruz fundó en la ciudad de México el Colegio de San Pablo —después llamado de San Gregorio—, destinándolo a la educación de los niños indígenas. Pero, hacia el año de 1595 —cinco años después de la muerte de Sahagún— el Colegio de Tlatelolco había involucionado para volver a ser simplemente una escuela elemental; y, en unos cuantos años, acabó por desaparecer. También los otros colegios establecidos para la educación de los indígenas tuvieron una existencia efímera y, al finalizar el siglo XVI, prácticamente se habían extinguido. Los proyectos de enviar indígenas destacados por su capacidad y dedicación para el estudio, para que se perfeccionaran en las universidades españolas y después regresaran para elevar la enseñanza superior en la Nueva España, jamás se llevaron a la práctica y pronto se olvidaron por completo. Es más, en la Ordenanza de los Maestros del Nobilísimo Arte de Leer, Escribir y Contar —que fue la primera ley de educación primaria que hubo en la Nueva España— promulgada en 1600, se señaló expresamente que "el que hubiere de ser maestro no ha de ser negro, ni mulato, ni indio; y, siendo español, ha de dar información de vida y costumbres y ser cristiano viejo". De este modo, los indígenas quedaron excluidos de manera tajante de las tareas educativas, al propio tiempo que se abandonó su instrucción en todos los niveles.
Elí de Gortari

## Historia

### Orígenes y apertura, 1533-1536
Hacia 1533, los frailes franciscanos encargaron al francés fray Arnaldo de Bassacio la enseñanza de gramática latina dada en lengua española a los indígenas. El obispo de Santo Domingo, Sebastián Ramírez de Fuenleal, fue el que propuso este proyecto a los miembros de la Orden de San Francisco. La instrucción se impartió en la capilla de San José en el convento de San Francisco de México, mismo lugar en el que se les solía impartir la doctrina cristiana y diversos oficios bajo la dirección de fray Pedro de Gante, fundador del Colegio de San José de Belén de los Naturales o Colegio de San Francisco.
Las lecciones de latín fueron, sin embargo, de nivel básico. Probablemente se centraron en la explicación de algún tema de la gramática sobre un texto elegido por parte del profesor. Bassacio fue sólo el primero, no el único. Al parecer, fue Ramírez de Fuenleal quien, junto a de Gante, supervisó continuamente el funcionamiento del plan, sobre el cual tenía bastantes expectativas. De hecho, declaró que los alumnos presentaban mayor capacidad de aprendizaje que los españoles.
Debido al éxito inicial de tal empresa, el obispo Ramírez de Fuenleal escribió una epístola al Rey Carlos I, el 8 de agosto de 1533, en la que solicitó permiso para que, en calidad de presidente interino de la Real Audiencia de México, pudiera tomar de la hacienda real hasta 111 metros cúbicos (2 mil fanegas) de maíz para alimentar a los estudiantes y 200 pesos de minas para el pago de salarios. El jefe de diócesis tenía previsto contratar maestros de latín posiblemente laicos y desconocedores del náhuatl. Esto implica una probable ampliación de la población escolar, de su nivel académico (pues se les debía leer ya libros en latín) y, tal vez, un aumento de las labores de los religiosos en proporción a su cantidad.
Posteriormente, seguramente entre septiembre y octubre de 1534, el custodio fray Jacobo de Testera hizo que dos religiosos dejaran el convento de San Francisco y se incorporaran al de Santiago Tlatelolco, a poco menos de un kilómetro y medio. Una vez en la comunidad —llamada por sus contemporáneos Tlatilulco, la muy conocida “ciudad gemela de Tenochtitlán” que hoy es un yacimiento arqueológico ubicado en la Ciudad de México— los frailes se instalaron en dos celdas que estaban arriba de la iglesia. Su trabajo consistió en administrar los sacramentos a los indígenas y en leerles determinados textos.
Desde 1533, el primer obispo y arzobispo de México, fray Juan de Zumárraga, se ausentó del virreinato para viajar a España y ser consagrado obispo de Valladolid. Regresó durante el otoño de 1534. Un año después, en el capítulo general de Niza, se elevó la custodia franciscana del Santo Evangelio a la categoría de provincia autónoma. Asimismo, en el capítulo realizado en la Nueva España, los vocales designaron primer ministro provincial, por unanimidad, a fray García de Cisneros. Durante la misma época, en abril de 1535, después de haber sido nombrado primer virrey de la Nueva España por Carlos I, Antonio de Mendoza arribó a la colonia que habría de gobernar en su representación.
«La admiración suscitada por los conocimientos alcanzados por los indígenas hizo que se establecieran los medios necesarios para su conservación, su compilación sistemática y su fomento.» Así, Sebastián Ramírez de Fuenleal y García de Cisneros, con el sostén de Antonio de Mendoza y Juan de Zumárraga, planearon la apertura de un colegio de educación superior exclusivo para muchachos indígenas. Santiago Tlatelolco, el barrio al norte de la Ciudad de México, fue el lugar elegido; 6 de enero de 1536, el día de la Epifanía, fue el tiempo designado. Siguiendo la explicación del historiador erudito Joaquín García Icazbalceta, en esa fecha se celebraba la llegada de los magos del oriente a Belén para entregarle tres ofrendas al recién nacido Jesús (Mateo 2:1-12). Este acontecimiento era interpretado como el llamado divino a los gentiles, la revelación de Jesucristo como salvador de todo el mundo. Así, la elección de ese día para la inauguración fue una clara analogía entre la convocación por parte de Dios hacia los no judíos paganos para integrarse al cuerpo de Cristo, y la invitación de Dios y los cristianos españoles hacia los indígenas idólatras para unirse, no sólo al cuerpo de Jesús, sino también a una sociedad con una cultura diferente, a través de la educación; una forma de decir: la luz les ha llegado. Al menos fue esto lo que probablemente pensaron al optar por ese momento.
El Colegio de Santa Cruz de se inauguró oficialmente, pues, el 6 de enero de 1536, a ocho meses de la llegada de Antonio de Mendoza a la Nueva España, a quince años de la caída de Tenochtitlán, erigiéndose como la primera institución de educación superior de América. Respecto a lo ocurrido ese día, el cronista religioso Gerónimo de Mendieta informa lo siguiente:

Esta fundación del Colegio de Santa Cruz se hizo con mucha autoridad, porque se hizo solemne procesión desde S. Francisco de México, donde se juntaron el virrey D. Antonio de Mendoza y el obispo de México D. Fr. Juan Zumárraga, y el obispo de Santo Domingo D. Sebastián Ramírez, presidente que había sido de la real audiencia de México (que aún no era ido), y con ellos toda la ciudad. Predicáronse tres sermones aquel día. El primero predicó el doctor Cervantes de S. Francisco, antes que la procesión saliese. El segundo, Fr. Alonso de Herrera, en Santiago, al tiempo de la misa. El tercero, Fr. Pedro de Rivera; todos tres hombres muy doctos y de mucha autoridad, y este último predicó en el refitorio de los frailes de aquel convento de Santiago, donde comieron aquellos señores a costa del buen Zumárraga.
Gerónimo de Mendieta

#### Objetivos, 1536-1540
El Colegio de Santa Cruz fue una institución franciscana de élite creada para que niños indígenas de entre diez y doce años pudieran internarse para ser educados. Se eligieron a los hijos más aptos de la nobleza indígena, de los señores y principales de los mayores pueblos o provincias de Nueva España —dos o tres por cada cabecera o pueblo principal, aproximadamente cien niños en total. Durante los primeros cuatro años de su funcionamiento, la escuela no aceptó a más estudiantes.
La instrucción tuvo, por su lado, dos propósitos. Primero y más importante, la formación intelectual y espiritual de los más inclinados al sacerdocio para así volverlos catequistas. Los franciscanos consideraron que la evangelización de los naturales sería más efectiva si era llevada a cabo por sacerdotes nativos, siendo tal vez lo más importante no su labor, ya que serían pocos, sino el solo hecho de su existencia, que sería el símbolo más grande de aceptación y asimilación de los elementos culturales de los conquistadores. Segundo, la formación de una clase más educada entre los indígenas laicos para que en el futuro pudieran ocupar puestos importantes en la vida política y social de sus respectivas comunidades.
Debido al primer propósito de la educación impartida, en los primeros años del colegio, aproximadamente de 1536 a 1540, la vida de los estudiantes fue muy similar a la monástica. Los alumnos comían junto con los frailes en el refectorio. Dormían en una habitación larga, similar al dormitorio de las monjas, con camas en ambos lados del cuarto, separadas por un pasillo que lo atravesaba transversalmente; las camas de la derecha estaban sobre unas tarimas de madera debido a la humedad. No se debe caer en el error de pensar en camas formales de armazón de madera. Estas eran, más bien, un tejido grueso para colocar sobre el suelo y una frazada, ya para tender sobre el tejido —pues era hecho de espartos, juncos, palmas u otros incómodos materiales de este tipo— en temporadas de calor, ya para cubrirse en las de frío. Cada alumno poseía, además, una caja con cerradura para guardar sus pertenencias (ropa y libros) y su respectiva llave. Tenían también lumbre y celadores toda la noche. 
Otra cosa que el colegio compartía con los monasterios era el officium divinum, un conjunto de servicios no sacramentales de la oración que debían ser pronunciados en momentos establecidos del día de acuerdo con el Breviario, escrito hacia el siglo XIII. Sin embargo, es posible que no se celebraran los nueve oficios divinos; al parecer, maitines, celebrado en la madrugada para la Virgen María, era el que no podía faltar. Luego, frailes y estudiantes iban en procesión hacia la iglesia, cantaban en coro a la Virgen y oían una misa. Entonces, regresaban a las instalaciones del colegio para desayunar, mientras escuchaban recreativas lecturas. Luego, comenzaban a tomar sus clases. A éstas seguían estudios en privado, preces comunes y, finalmente, un tiempo de distracción. Como se puede apreciar, casi nunca salían del complejo escuela-convento.

#### Administración, 1536-1546
A lo largo de los primeros diez años del colegio, de 1536 a 1546, el guardián del convento de Santa Cruz fue el encargado de su administración. Antonio de Mendoza fue quien nombró mayordomo del colegio a este guardián del convento. Debe recordarse que la escuela de Santa Cruz fue una institución de subsidio gubernamental. Así, este mayordomo fue el encargado, como representante del virrey, de todos los asuntos económicos. Fuera de esto, los franciscanos sí se inmiscuyeron. 
Los franciscanos no quisieron encargarse de los problemas económicos que les hubiera traído entremeterse con la administración del Colegio. El gobernador de la Nueva España, siempre interesado por el bienestar de los indígenas, fue quien estuvo al pendiente de que no le faltasen recursos materiales. De hecho, fue él quien asumió el costo de la edificación de piedra, ya que hasta 1538 el colegio fue de adobe. Y para su sustento donó algunas de sus estancias y haciendas.

#### Actividades académicas, 1536-1540
En el colegio de Tlatelolco se enseñaron las siete artes liberales, disciplinas que eran parte del currículo de las universidades medievales y que se remontan a la Antigüedad clásica (la Academia y el Liceo, por ejemplo). No se necesitó comenzar con clases de español porque sólo se seleccionaron niños que ya supieran leerlo y escribirlo, al menos parcialmente. Así, su plan de estudios giró en torno a dos ejes. Primero, el formativo, el más importante por ser el que permitía el aprendizaje del latín, el trivium: gramática, retórica y lógica. Segundo, el complementario, el cuadrivium: aritmética, geometría, astronomía (aún asociada con la astrología) y música. 
Sin embargo, las asignaturas eran modificadas de acuerdo a las necesidades de los alumnos o de la sociedad. Al trivio fueron agregados cursos de teología y religión pues, en un comienzo, se quería formar sacerdotes. Al cuadrivio, por su parte, le fueron adicionadas clases de medicina cuando surgían epidemias entre la población. También se aumentó la de música y se creó la de pintura. El currículo de Santa Cruz fue, pues, el de toda una universidad, muy completo. Claro está que, en un comienzo, hubo deficiencias. En estos primeros años los estudiantes carecieron de libros de texto para las clases del cuadrivio que, además, se dieron muy posiblemente en español; pero esto no sucedió para las del trivio. Con el paso del tiempo se les permitió la consulta de los libros de la biblioteca del colegio a los alumnos más aventajados.
En este periodo no hubo investigación; los muchachos apenas estaban creciendo intelectualmente. Tomó varios años el surgimiento de copistas, escritores, traductores e investigadores.

## La época de transición, 1540-1544

### Cambio de objetivos, 1540
Hacia 1540 o inclusive antes, los franciscanos que estaban en contacto con los alumnos comenzaron a pensar que el objetivo fundamental —formar futuros sacerdotes— era ya poco factible. Hay muy pocos datos al respecto; no obstante, la carta de fray Juan de Zumárraga a Carlos I, escrita el 17 de abril de 1540, es el documento que nos lleva al conocimiento de este hecho y al de su relación como un indicio con la decadencia de nuestra institución educativa en cuestión. 
«Y la merced que V. M. fue servido de me hacer que pudiese aplicar y dejar la casa de las campanas que agora es de la emprenta y de la cárcel, que agora estoy edificando, porque primero era cárcel la que es agora hospital. Parece aun a los mismos religiosos que estarán mejor empleados en el hospital que en el Colegio de Santiago, que no sabemos lo que durará, porque los estudiantes indios, los mejores gramáticos, tendunt ad nunptias potius quam ad continentiam.»
Juan de Zumárraga manifiesta en esta porción de su epístola, de principio, una duda acerca de la permanencia del colegio. Lo que le hace dudar no es la falta de resultados académicos, ya que los reconoce como «los mejores gramáticos». En realidad es que han notado que los alumnos no son tan propicios al celibato, requerido obligatoriamente para ejercer el sacerdocio, como lo son al matrimonio. Zumárraga no explicó por qué; pese a esto es posible llegar a respuestas provisionales.
Lo más importante es que ya existía en la mentalidad de los propios franciscanos la idea de que el colegio, como originalmente se concibió, peligraba. Obviamente tuvo que ser modificado. A partir de este momento comenzó a dejar de pensarse en sacerdotes indígenas. Ahora sólo se enfocarían en prepararlos para ocupar puestos laicos significativos en la política, en ilustrarlos. Otra adaptación fue la de permitir la entrada de nuevos alumnos que no necesariamente tenían que internarse. Hacia 1537 había 70 colegiales; cuatro años más tarde, en 1541, aumentaron un 185%, a un total de 200, que incluye a los estudiantes externos.

### Oposición, 1541-1544
Desde el establecimiento del colegio se discutieron en la Nueva España y en España dos asuntos con respecto a los indígenas: «la conveniencia de admitir al indio al estado sacerdotal, y si debía o no dársele la oportunidad de cursar las Humanidades. Las opiniones se hallaban divididas […] Una minoría insignificante juzgaba al indio esencialmente incapacitado para cursar Humanidades y hacer la carrera sacerdotal. Dentro de este partido negativo era más respetable el número de los que, admitiendo la habilidad del indio, temían que su ingreso al sacerdocio y su dedicación a los estudios superiores fueran perjudiciales para el indio mismo y comprometieran gravemente el dominio que España había establecido en México y que se proponía conservar.»
El conocimiento del latín por parte de los indígenas podía ser perjudicial porque podrían caer en herejías y errores, los cuales podrían ser los suficientes como para perturbar a los pueblos. Así, pues, desde su fundación, Santa Cruz tuvo críticos y antagonistas. Entre ellos, el conquistador Jerónimo López fue uno de los más destacados.
En 1541, López escribió una carta a Carlos I en la que exponía que los indígenas sólo debían conocer la doctrina cristiana, pero no las ciencias, aún menos leer y escribir latín; más peligroso era, según este personaje, darles la Biblia para que la interpretasen a su modo. Jerónimo López argumentó, falsamente, para intentar demostrarlo, que un estudiante del Colegio de Santa Cruz, don Carlos Ometochtzin , hijo de Nezahualpilli, señor de Texcoco, había sido sometido a juicio por fray Juan de Zumárraga en 1539 —acusado de apostata e incitador de otros a la idolatría— y finalmente encontrado culpable con el resultante auto de fe llevado a cabo el 30 de noviembre en la plaza Mayor de la Ciudad de México. En 1544 volvió a atacar al colegio. Lo hizo escribiendo una segunda carta al rey. En ella acusó a los indígenas de bulliciosos e insolentes, echando la culpa de esto a los frailes, por juntarse y hallarse con ellos y por enseñarles.
Durante los primeros años hubo también religiosos contrarios a proveer alta instrucción a los naturales, especialmente franciscanos y dominicos. «Y serían los no muy letrados, o por mejor decir, poco latinos, temiendo que en las misas y oficios de la iglesia les notasen los indios sus faltas». Sin embargo, la mayoría de ellos estaba en contra, no de que se les enseñase latín —como explicó el padre Mendieta—, sino de que se les concediese la consagración a las órdenes sagradas tan prematuramente, pensando que debía esperarse a que se alejaran más de sus tradiciones paganas. La oposición al colegio siguió a lo largo de toda su vida institucional, pero fue más enérgica al comienzo. Llamar «malas voluntades» a las críticas hechas hacia Santa Cruz es un anacronismo porque, generalmente, se dieron con buenas intenciones para con los indígenas y la sociedad novohispana.

## La decadencia, 1545-1576

### Epidemias decocoliztli, 1545-1548 y 1576-1577
La primera y más devastadora fue la de viruela (hueyzáhuatl, “granos grandes”) que comenzó en 1520 y se prolongó lenta pero eficazmente hasta 1609. La segunda fue la de sarampión (tepitonzáhuatl, “granos pequeños”) acaecida en 1531. Las diversas enfermedades epidémicas y endémicas —aunadas a la esclavitud, la sobreexplotación, el alcoholismo, el hambre y la sed, la demanda de tributos excesivos, la migración forzada, el suicidio colectivo, la desintegración social y económica, la negación a la reproducción, la devastación ecológica y la guerra— ocasionaron la catástrofe demográfica del siglo XVI en la que se redujo más del 80% de la población novohispana.
El cocoliztli, de 1545 a 1548, mató entre 5 y 15 millones de personas, aproximándose inclusive a los 25 millones a los que la peste negra quitó la vida en Europa occidental entre los años de 1347 y 1351. El cocoliztli se repitió de 1576 a 1577, matando entre 2 y 2,5 millones adicionales. La peste de 1545 acabó con muchos alumnos del Colegio de Santa Cruz. Antonio de Mendoza dijo que falleció la mayor parte de ellos. Poco después, los frailes tuvieron que aceptar a muchachos que no pertenecían a la aristocracia política indígena para reponer la pérdida de población estudiantil. En 1564 surgió otra epidemia que también afectó a los miembros de Santa Cruz, aunque, al parecer, no de la forma en que lo hicieron las de 1545 y 1576. 
El cocoliztli es una enfermedad rápida, letal y de muy difícil identificación, inclusive para la medicina contemporánea, que manifestó cierta especificidad inicial hacia las personas jóvenes de raza indígena. El médico, botánico y expedicionario español Francisco Hernández de Toledo —doctor de la cámara de Felipe II, nombrado por éste protomédico de todas las Indias, Islas y Tierra Firme del Mar Océano— describió los síntomas de la acontecida en 1576: fiebre, cianosis lingual, deshidratación, cefalalgia severa, ictericia, vértigo, oscurecimiento de la orina, diarrea mucosa y sanguinolenta, dolor torácico intenso, aparición de apostemas grandes detrás de las orejas que solían invadir el cuello y la cara, esfacelos labiales, desórdenes neurológicos agudos y hemorragia de las membranas mucosas nasales, oculares, bucales y óticas; la muerte ocurría generalmente a los tres o cuatro días de presentarse los síntomas.
«The disease described by Dr. Hernández in 1576 is difficult to link to any specific etiologic agent or disease known today. Some aspects of cocoliztli epidemiology suggest that a native agent hosted in a rain-sensitive rodent reservoir was responsible for the disease. Many of the symptoms described by Dr. Hernández occur to a degree in infections by rodent-borne South American arenaviruses, but no arenavirus has been positively identified in Mexico. Hantavirus is a less likely candidate for cocoliztli because epidemics of severe hantavirus hemorrhagic fevers with high death rates are unknown in the New World. The hypothesized viral agent responsible for cocoloztli remains to be identified, but several new arenaviruses and hantaviruses have recently been isolated from the Americas and perhaps more remain to be discovered. If not extinct, the microorganism that caused cocoliztli may remain hidden in the highlands of Mexico and under favorable climatic conditions could reappear».

### Cambio de administración, 1546
En 1546, a diez años de su fundación, la escuela de Tlatelolco dejó de estar a cargo de los franciscanos y pasó a mano de los indígenas. Los indígenas que ocuparon cargos administrativos fueron exalumnos graduados con excelencia académica. Estos llegaron a ser celadores, profesores, miembros del Consejo e, inclusive, rectores. Empero, dos puestos no fueron modificados: el de presidente y el de mayordomo, que siguieron siendo desempeñados por franciscanos. El mayordomo instituido por el virrey persistió controlando los asuntos económicos.
En realidad, los miembros de la Orden de San Francisco no se vieron en la necesidad de nada. La medida tomada —poco prudente, hay que aceptarlo— fue una decisión libre, no forzada. Ellos genuinamente consideraron a los indígenas lo suficientemente preparados para esa función. Si ellos tenían como objetivo la educación de los indios, pensaron que no había mejor opción que darles la oportunidad de practicar su sentido de responsabilidad y proporcionarles un cierto grado de autonomía con responsabilidad directa sólo hacia el gobierno virreinal.

### Real Cédula de 1548
Es cierto que la Corona Española dejó de ayudar por ciertos periodos, pero nunca se olvidó por completo. Así, la escuela de indios de Tlatelolco ha sido llamada imperial gracias a la protección que le impartió el rey Carlos I de España, quien fue también el emperador Carlos V del Sacro Imperio Romano Germánico.

### Investigación médica indígena, 1552
Recién retirado el virrey Mendoza, sustituido por Luis de Velasco, y antes de que comenzaran los problemas económicos serios del Colegio de Santa Cruz, dos investigadores indígenas, exalumnos y profesores del colegio, Martín de la Cruz y Juan Badiano, escribieron en 1552 un manuscrito de botánica y farmacología conocido como el Códice Badiano, «que constituye el único texto médico completo elaborado directamente por dos investigadores nahoas».

### Problemas económicos, 1550-1558
Esto a pesar de que en otra epístola suya al rey escrita en 1537 declaró que seguiría apoyando al colegio mientras le fuere posible. Parece que de verdad creyó que el colegio podía desaparecer en cualquier momento, como lo expresó en su carta de 1540. Los graves problemas económicos de la escuela aumentaron con el pasar del tiempo, cuando sus paladines se desvanecieron del escenario político.
El 25 de noviembre de 1550, Antonio de Mendoza abandonó el cargo de virrey de la Nueva España, después de 15 años y 11 días de gobierno, para trasladarse a Lima y desempeñar el puesto de virrey de Perú. Para fortuna del colegio, antes de partir, él y su hijo Francisco le traspasaron dos ranchos y más de 2.000 ovejas, 1.000 vacas y 100 yeguas. La Real Audiencia autorizó la venta de estos bienes en 1565 para que lo recaudado se diera al colegio en forma de renta anual. No se conoce si esto sucedió. Antonio de Mendoza también escribió a su sucesor, Luis de Velasco, un aviso en el que expresó su sentir positivo hacia la educación superior de los indios. Pide al nuevo virrey que los siga favoreciendo —como hasta ese momento él lo había venido haciendo—, a pesar de que manifiesta su oposición a que se les permita el sacerdocio; desacuerdo que es poco entendible pues, como he señalado, la idea de sacerdotes nativos prácticamente ya había desaparecido; prueba de ello es que nunca llegó a ordenarse ningún estudiante de Santa Cruz y, de hecho, ningún indígena.
El virrey Luis de Velasco permaneció beneficiando al colegio, como su antecesor, con 800 pesos anuales. Carlos I también siguió haciéndolo. En la Real Cédula del 18 de mayo de 1553 ordenó a Velasco que lo faltante de los 1.000 ducados fuesen pagados hasta 1554. Además pidió que se siguiesen dando abonos por cuatro años más, de 1554 a 1558. Sin embargo, Carlos V abdicó a la Corona Española en 1556 debido a su estado de salud y a su fracaso político; murió dos años después, en 1558. Su hijo, Felipe II, lo sucedió. Este hecho trajo consigo un cambio en la política novohispana.
Las consecuencias de la ascendencia al trono de Felipe II en 1556 no fueron tan palpables en la Nueva España hasta 1564, año en que falleció Luis de Velasco por enfermedad, después de trece años, ocho meses y seis días de gobierno. Los ocho años de gobierno, posteriores a 1556, de Velasco proporcionaron cierta estabilidad a la colonia. Uno de los acontecimientos más importantes de su gobierno fue la fundación de la Real y Pontificia Universidad de México en 1553. El 4 de noviembre de 1568, Martín Enríquez de Almansa fue nombrado virrey, el tercero de la Nueva España.
A partir de la muerte de Velasco en 1564 el Colegio de Santa Cruz, ya no tan imperial, dejó de ser apoyado económicamente como antes. «Algunos años (que podemos llamar tiempos dorados) fue favorecida esta obra todo el tiempo que gobernó su fundador D. Antonio de Mendoza, y después su sucesor D. Luis de Velasco el viejo, que siendo informado no bastaba la renta del colegio para sustentar tantos colegiales, hizo de ello relación al Emperador, de gloria memoria, y de su mandato les ayudaba cada año con doscientos ducados o trescientos. Mas después que él murió, ninguna cosa se les ha dado, ni ningún favor se les ha mostrado, antes por el contrario, se ha sentido disfavor en algunos que después acá han gobernado, y aun deseo de quererles quitar lo poco que tenían […]»
Este año coincidió además con una de las epidemias que he tratado con anterioridad. Si la venta de lo donado por Antonio de Mendoza en 1550 se realizó, lo más posible es que haya subsistido por ella. Sólo se sabe que en 1565 la renta de la escuela fue de 13.641 pesos y 4 tomines, pero no de dónde procedía tal dinero. Lo cierto es que su renta anual llegó a ser insuficiente para mantenerse. Por lo tanto, los franciscanos tuvieron que enviar una carta a Felipe II suplicando por 55,5 metros cúbicos de maíz y 500 pesos en efectivo para acaparar entre 150 y 200 alumnos.
La demanda no fue atendida por la falta de apoyo local; pero el colegio no fue clausurado. Volvieron a intentar una segunda ocasión, ahora solicitando 500 ducados. De nuevo no hubo respuesta positiva.

### Nuevo cambio de administración, 1569
A causa de la crítica situación económica, los franciscanos tuvieron que volver a tomar el control administrativo total en 1569, después de haber estado en manos indígenas por 23 años. 

### Los esfuerzos de Sahagún, 1570-1571

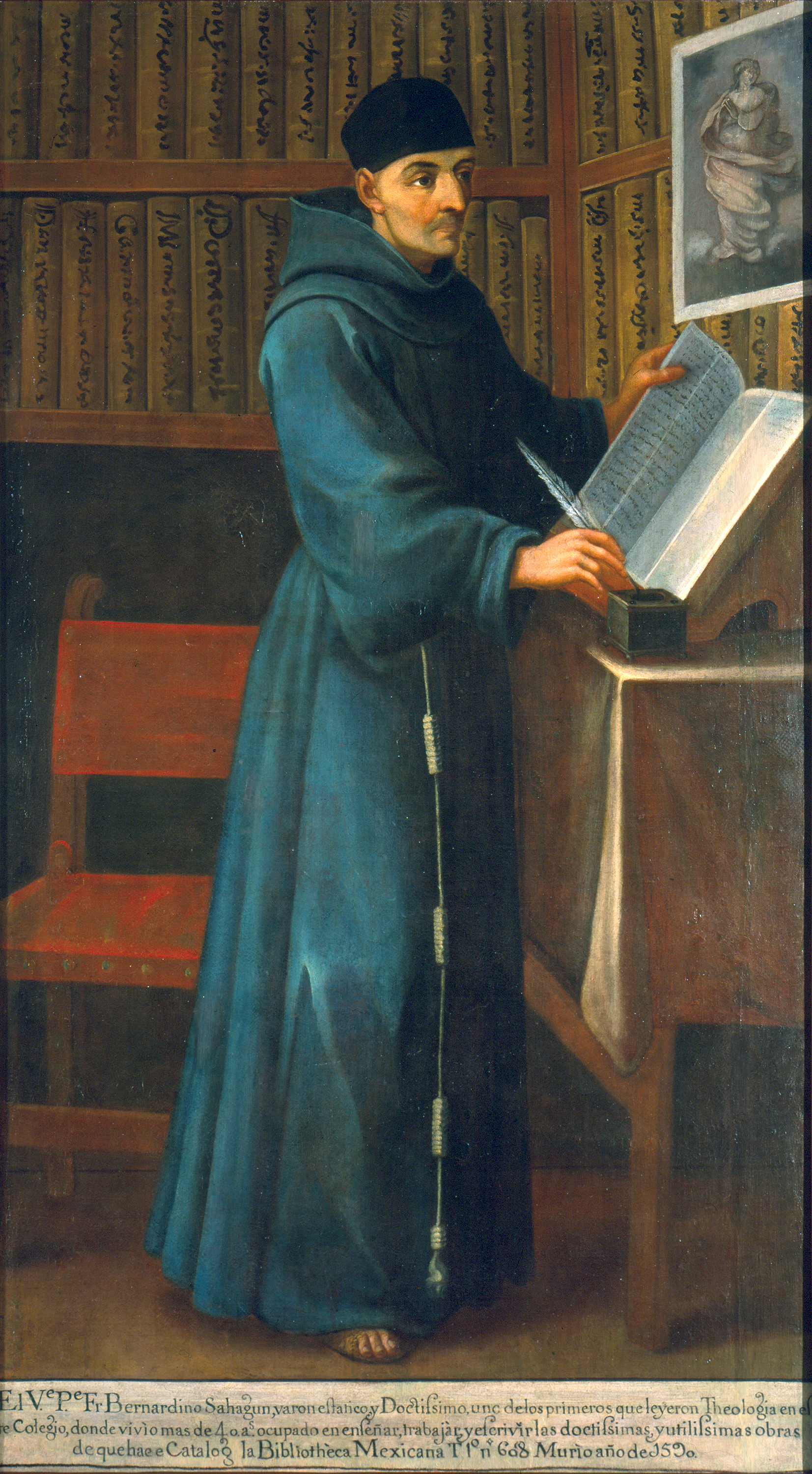
Fray Bernardino de Sahagún.

Desde comienzos del colegio, fray Bernardino de Sahagún fue uno de sus profesores. En 1558 se trasladó a Tepepulco junto con varios alumnos indígenas para trabajar en una investigación sobre las cosas naturales, humanas y divinas de los antiguos mexicas. Volvió a Tlatelolco en 1561 y permaneció allí hasta 1565, año en que se transporta al convento de San Francisco. En 1570 regresó definitivamente al Colegio de Santa Cruz, donde perduró hasta su muerte, el 5 de febrero de 1590.
«Bernardino de Sahagún fue el principal promotor de las actividades del Colegio de Tlatelolco y sus propios libros sobre medicina nahoa son de la mayor importancia, tanto por el inmenso interés que se tomó por ella, como porque logró reunir a su alrededor un grupo de notables y entrados informantes médicos —de Tepepulco, Tlatelolco, Tenochtitlán y Xochimilco— quienes, al mismo tiempo, eran los encargados de impartir la instrucción sobre sus remedios farmacológicos a los alumnos del Colegio».
Bernardino de Sahagún y otros frailes franciscanos como Gerónimo de Mendieta y Juan Bautista se dieron a la tarea de luchar por la supervivencia del colegio a pesar de la falta de apoyo por parte de las autoridades políticas y eclesiásticas. Sahagún se ocupó lo más que le fue posible, incluso el mantenimiento del edificio. En 1572 se vieron obligados a solicitar 100 pesos y 2,7 metros cúbicos de maíz. La petición fue ignorada. La institución educativa se vio obligada a modificar por segunda vez sus objetivos. Aunque siguió permaneciendo abierto, la escuela de Tlatelolco ya no sería el original Colegio Imperial de Santa Cruz que impartió educación superior a los indígenas desde 1536.

### Nuevo cambio de objetivos, 1572
Al respecto de esta situación, Gerónimo de Mendieta escribió: «Enseñóseles también un poco de tiempo á los indios la medicina, que ellos usan en conocimiento de yerbas y raíces, y ahora poco más sirve el colegio de enseñar a los indios que allí se juntan (que son del mismo pueblo de Tletelulco) a leer y a escribir y buenas costumbres». Los indígenas que apoyaron a Bernardino de Sahagún en sus tareas literarias en 1572 fueron, pues, exalumnos graduados.
En 1576 surgió un nuevo brote de huey cocoliztli, que fue el acabose del colegio aunque, en realidad, no fue oficialmente clausurado. Incluso Sahagún enfermó. De acuerdo con su propio testimonio, ya casi no había nadie en las instalaciones de la escuela de Tlatelolco, la mayoría había tenido que abandonarlas por enfermedad o por muerte. Además ya no había indígenas con conocimientos de medicina, lo que, según él, ocasionó la muerte de una mayor cantidad de personas en Tlatelolco que la de 1545 a 1548, ya que no sabían que medicamentos administrar.
El Colegio de Santa Cruz, si aún puede seguírsele llamando así, se encontró, ya, sumido en un profundo estado de decadencia económica, académica y demográfica del que no se recuperó. Más de un siglo y medio después, el 17 de enero de 1728, Juan Manuel de Oliván y Rebolledo, juez de hospitales y colegios de Nueva España, visitó Santa Cruz. Lo describió en condiciones ruinosas, hallando solamente una escuela de primeras letras con crecido número de niños indígenas pequeños. El 19 de noviembre de ese mismo año se reabrió el colegio con un acto solemne, pero ya no gozó de su antiguo estatus; no volvió a ser el Colegio Imperial de Indios de la Santa Cruz de Santiago Tlatelolco.

## Arquitectura

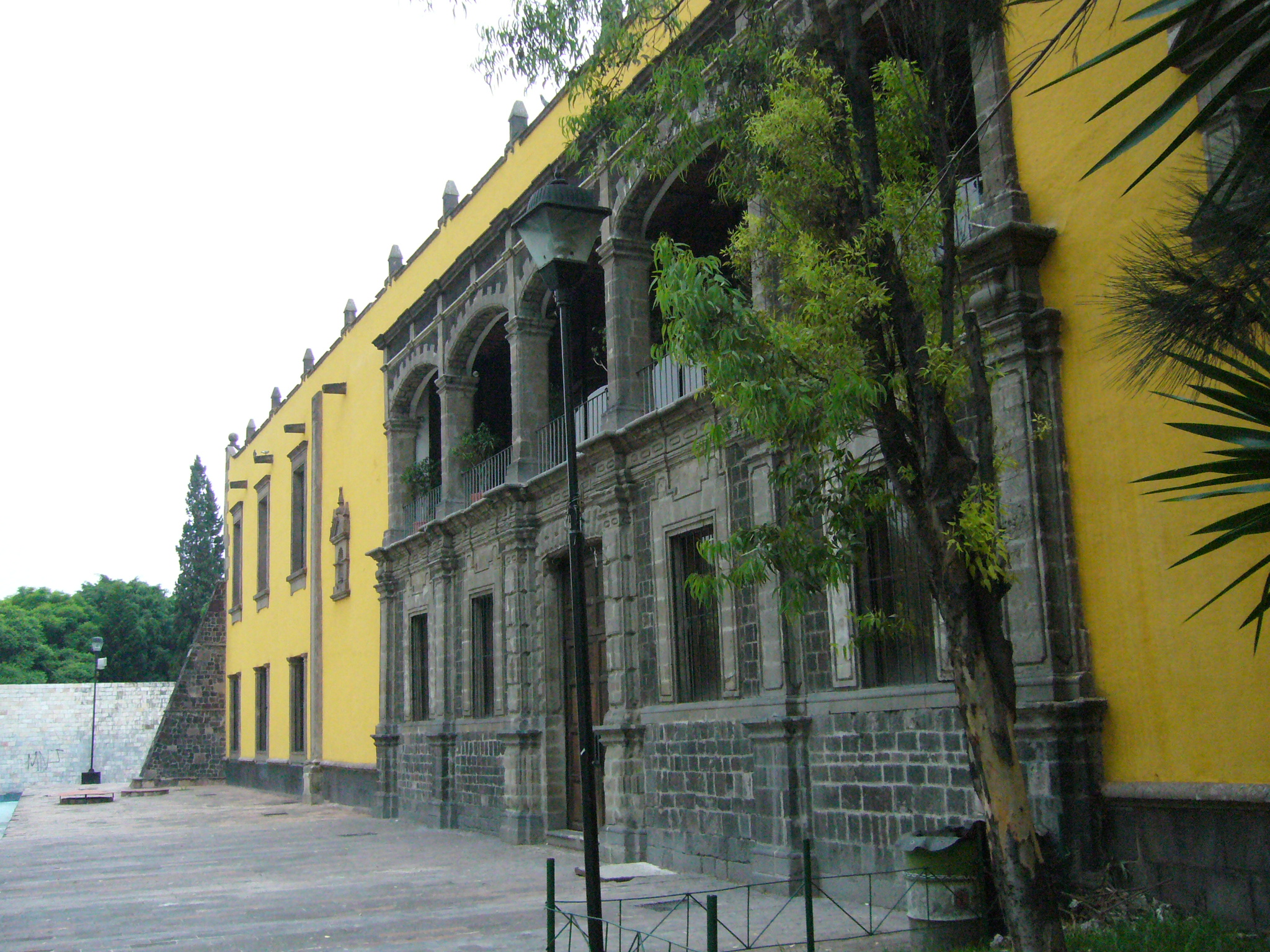
Antiguo convento de Santiago Tlatelolco.

El convento de Santiago Tlatelolco fue construido en varias etapas, la primera en el año 1526 con una modesta construcción hecha de piedra y cal que utilizaban los frailes franciscanos para evangelizar a los indígenas de la Ciudad de México.
Con respecto a la decadencia sufrida por el colegio, se puede afirmar que la falta de recursos económicos causada por el retiro del apoyo político y eclesiástico a la muerte de Carlos I y de Luis de Velasco —sumada a la oposición, a los cambios de objetivos y de administración, y la despoblación estudiantil debido a las enfermedades epidémicas— explica por qué el Colegio de Santa Cruz de Tlatelolco dejó de funcionar como una escuela de educación superior hacia finales del siglo XVI. El proceso de decadencia del colegio franciscano de Tlatelolco expuesto a lo largo de este artículo fue lento y pausado porque se prolongó de forma inconstante por más de 30 años de su vida institucional, de 1545 a 1576. Así acabó una de las instituciones educativas más meritorias del virreinato de la Nueva España, la primera de su tipo. Luego, los errores administrativos internos y los gubernamentales externos acabarían también, junto con las contingencias, con otros organismos.